# Porcellio hyblaeus
Porcellio hyblaeus là một loài chân đều trong họ Porcellionidae. Loài này được Viglianisi, Lombardo & Caruso miêu tả khoa học năm 1992.